# Fårö kyrka
Fårö kyrka tillhör Fårö församling och ligger nästan mitt på Fårö i norra Gotland. Vid kyrkans östra sida går den stora huvudvägen mellan Broa och Fårö Fyr. På kyrkogården ligger Ingmar Bergman begraven. 

## Kyrkobyggnaden
Likt många kyrkor på fastlandet, men i motsats till de flesta gotländska kyrkor, har Fårö kyrka genomgått kraftiga förändringar sedan medeltiden. 1858 räckte inte kyrkan längre till och byggdes därför ut med tvärskepp åt norr och söder. Kyrkan blev då dubbelt så stor och fick sitt nuvarande utseende. 
Kyrkans äldsta delar är tornet och långhuset som uppfördes vid början av 1300-talet. Vid mitten av 1700-talet slog åskan ned i kyrktornet och man fick bygga en ny tornhuv.

## Interiör och inventarier
- Dopfunten tillverkades på 1300-talet. I motsats till många andra gotländska dopfuntar har den knappast någon utsmyckning.
- Processionskrucifixet är från omkring 1400.
- Altaruppsatsen härstammar från 1600-talets senare del.

- I kyrkan finns två så kallade käutatavlor (käut betyder säl på gutniska). Den större tavlan är från 1618 och skildrar en säljakt år 1603 då isen brast och jägarna drev ut till havs på ett isflak. Först efter två veckor blev de räddade. Den mindre tavlan skildrar en säljakt år 1767 med Jöns Langhammar och hans son Lars som drev iväg på ett isflak men räddades av grannarna.

### Orgel
- Kyrkans orgel inköptes 1875 från Väddö kyrka. Dit hade den ursprungligen levererats 1860 av orgelbyggaren Frans Andersson i Stockholm. Vid uppsättningen i Fårö fick orgeln en ny fasad, ritad av arkitekten Per-Ulric Stenhammar. Orgeln har 12 stämmor och har restaurerats 1970 och 1972 av Dag Edholm, Trångsund, och Robert Gustavsson, Flen. Orgeln är mekanisk.

| Manual           | Pedal          | Koppel  |
| Borduna 16’ B/D  | Subbas 16’     | Man/Ped |
| Principal 8’ B/D | Violoncello 8’ |         |
| Gedackt 8’       | Bombard 16’    |         |
| Gamba 8’         |                |         |
| Octava 4' B/D    |                |         |
| Fleut 4’         |                |         |
| Quinta 3'        |                |         |
| Octava 2'        |                |         |
| Trumpet 8' B/D   |                |         |

## Bilder

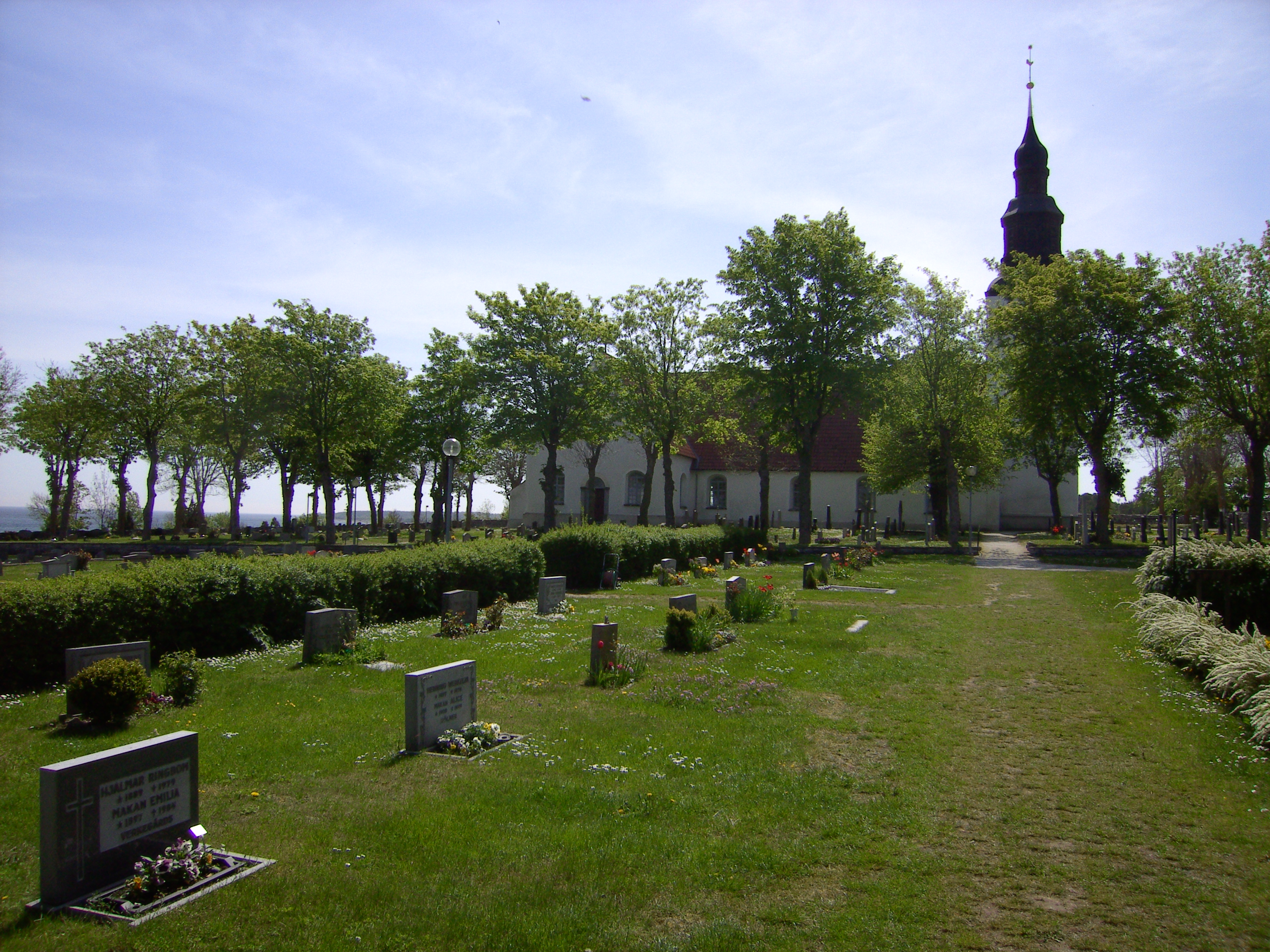
Kyrkogården.
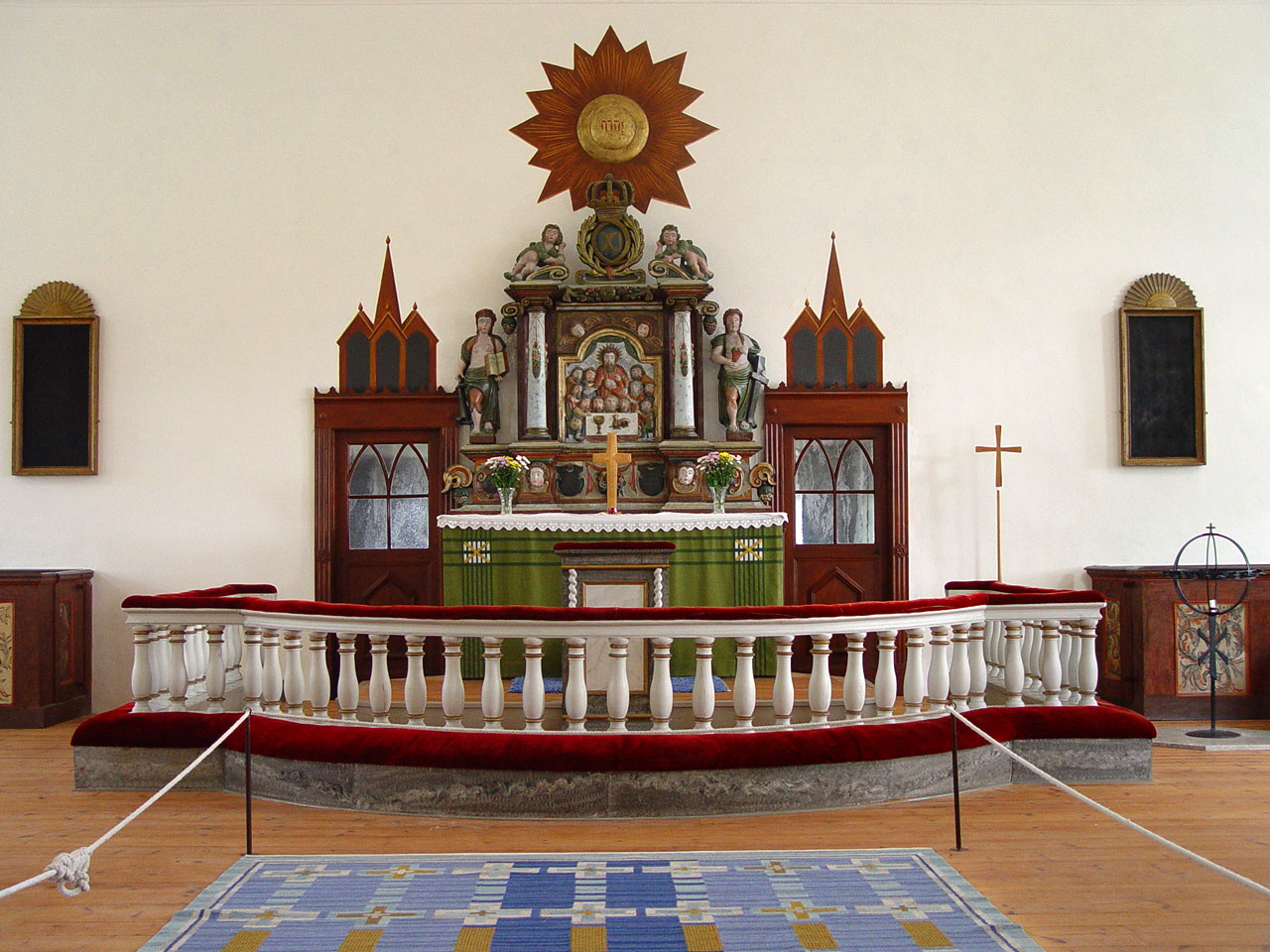
Altaruppsatsen.
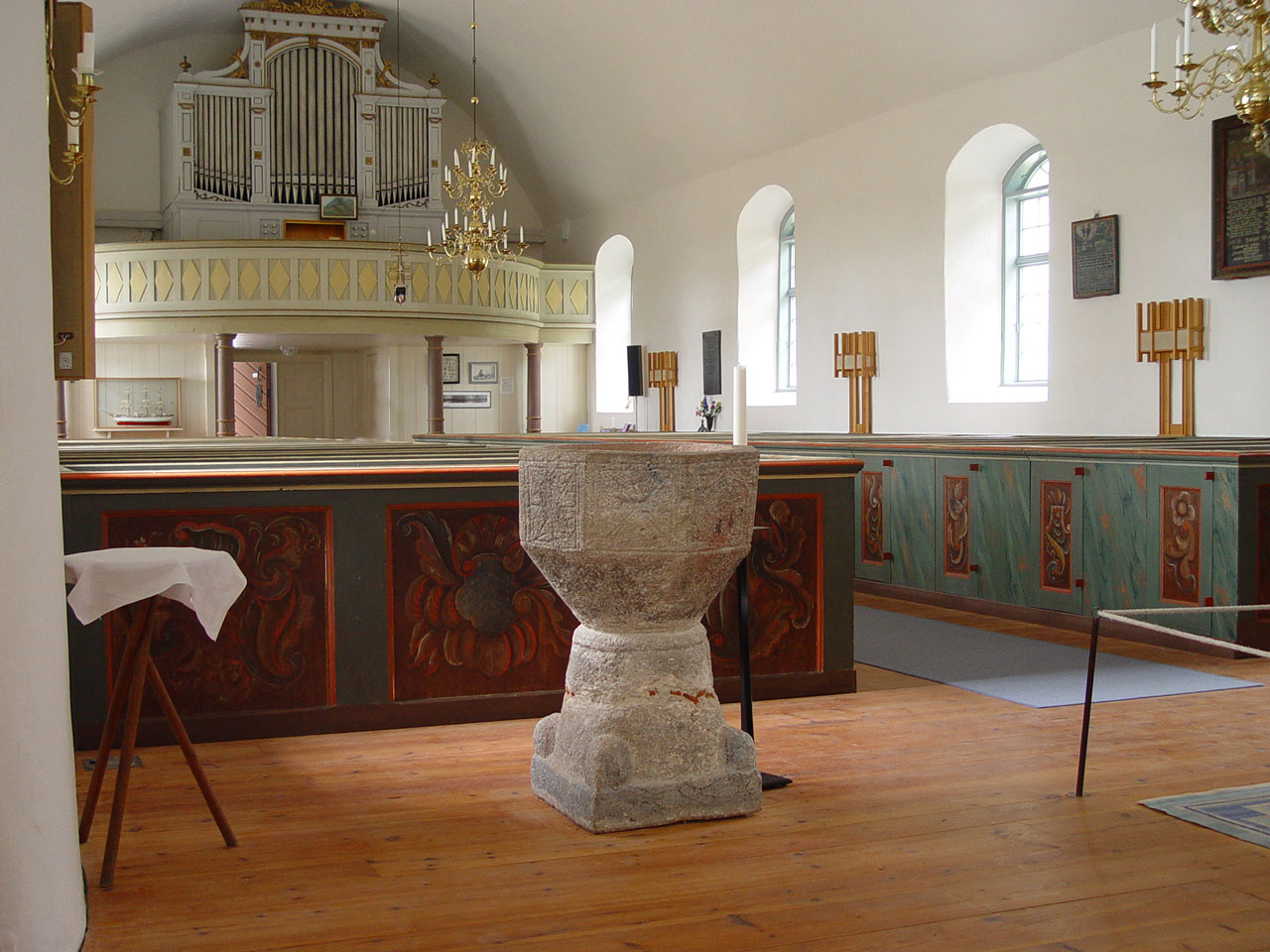
Långhuset mot väster.
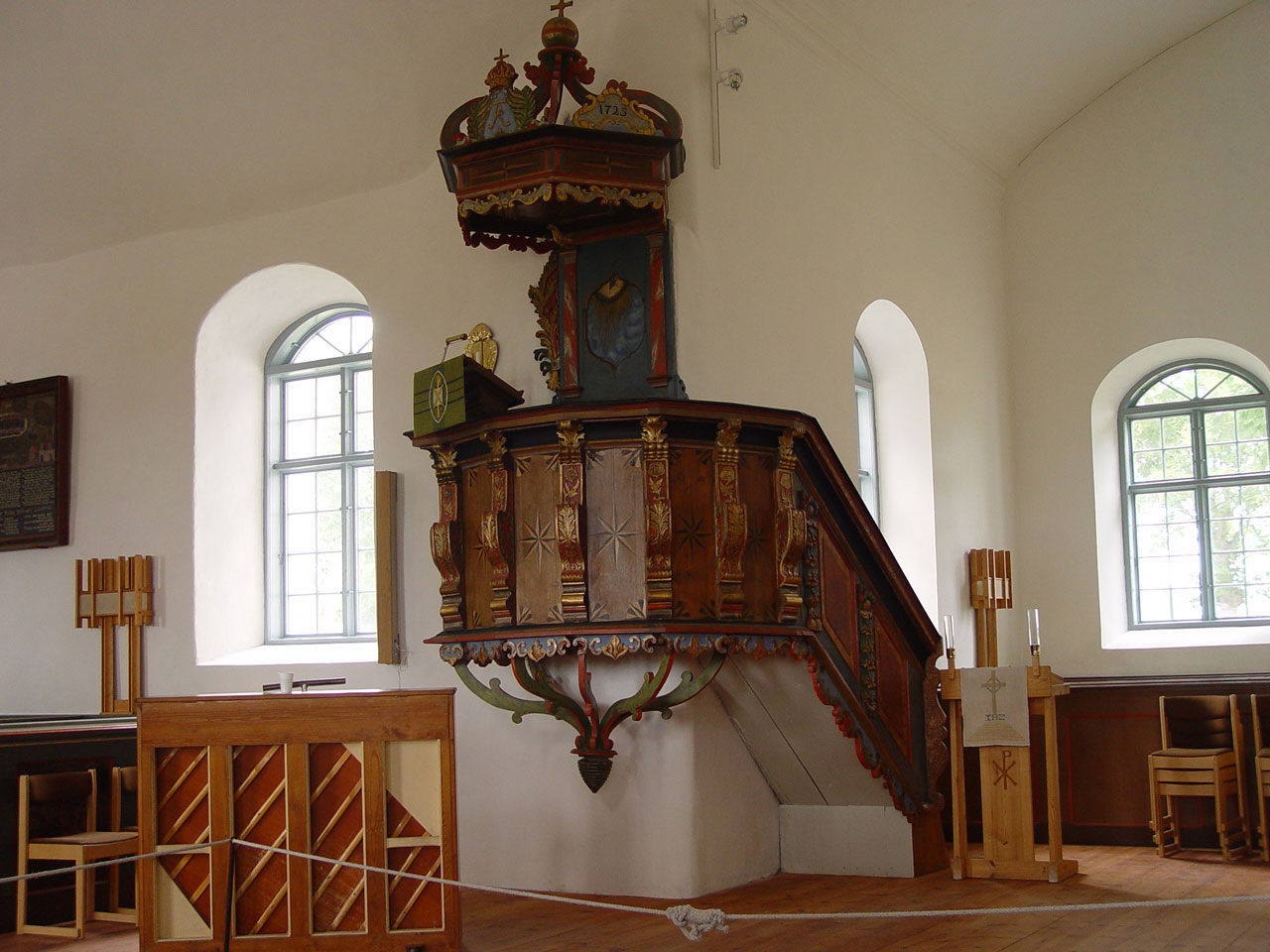
Predikstolen.
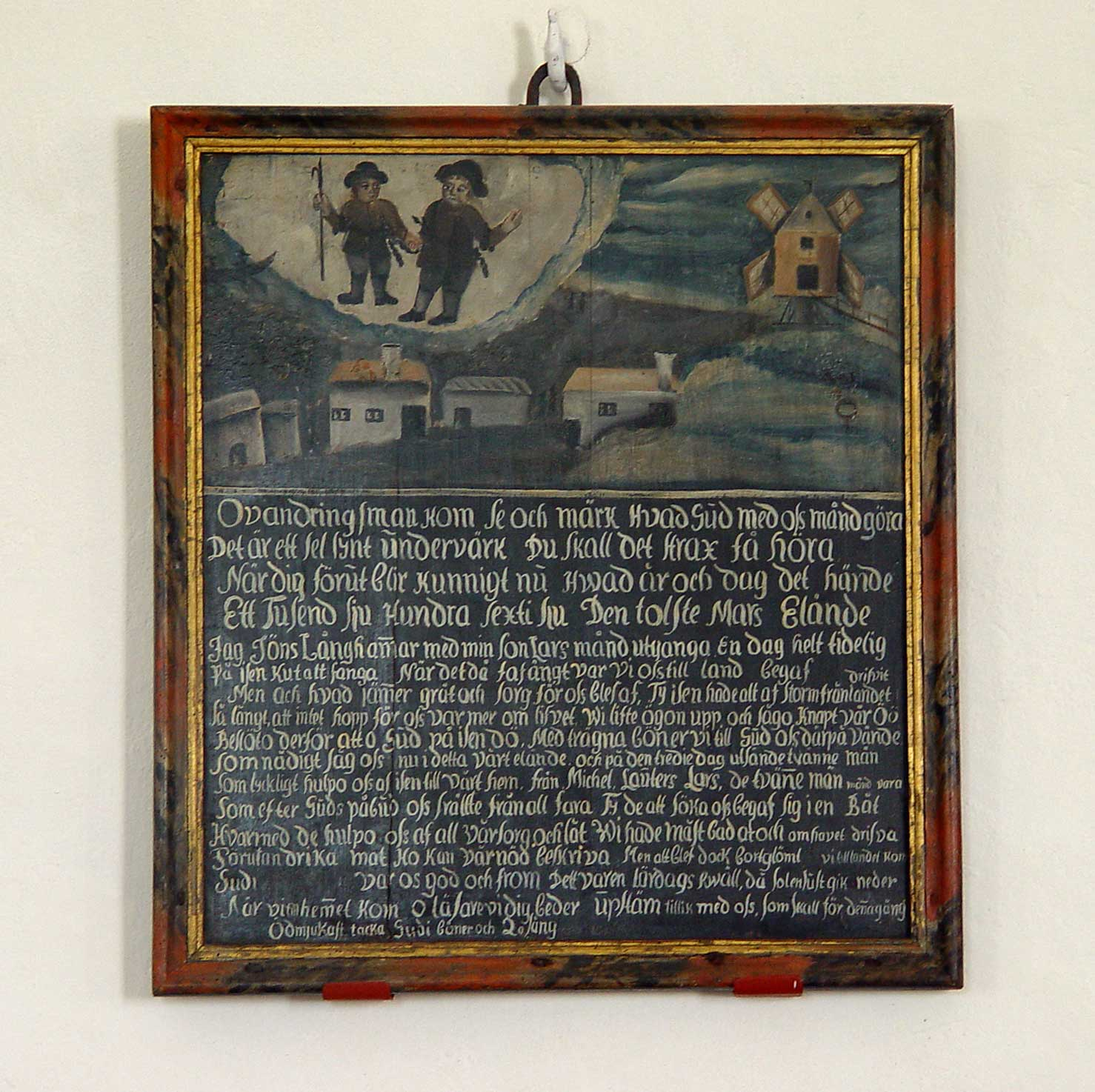
Käutatavla från 1767.
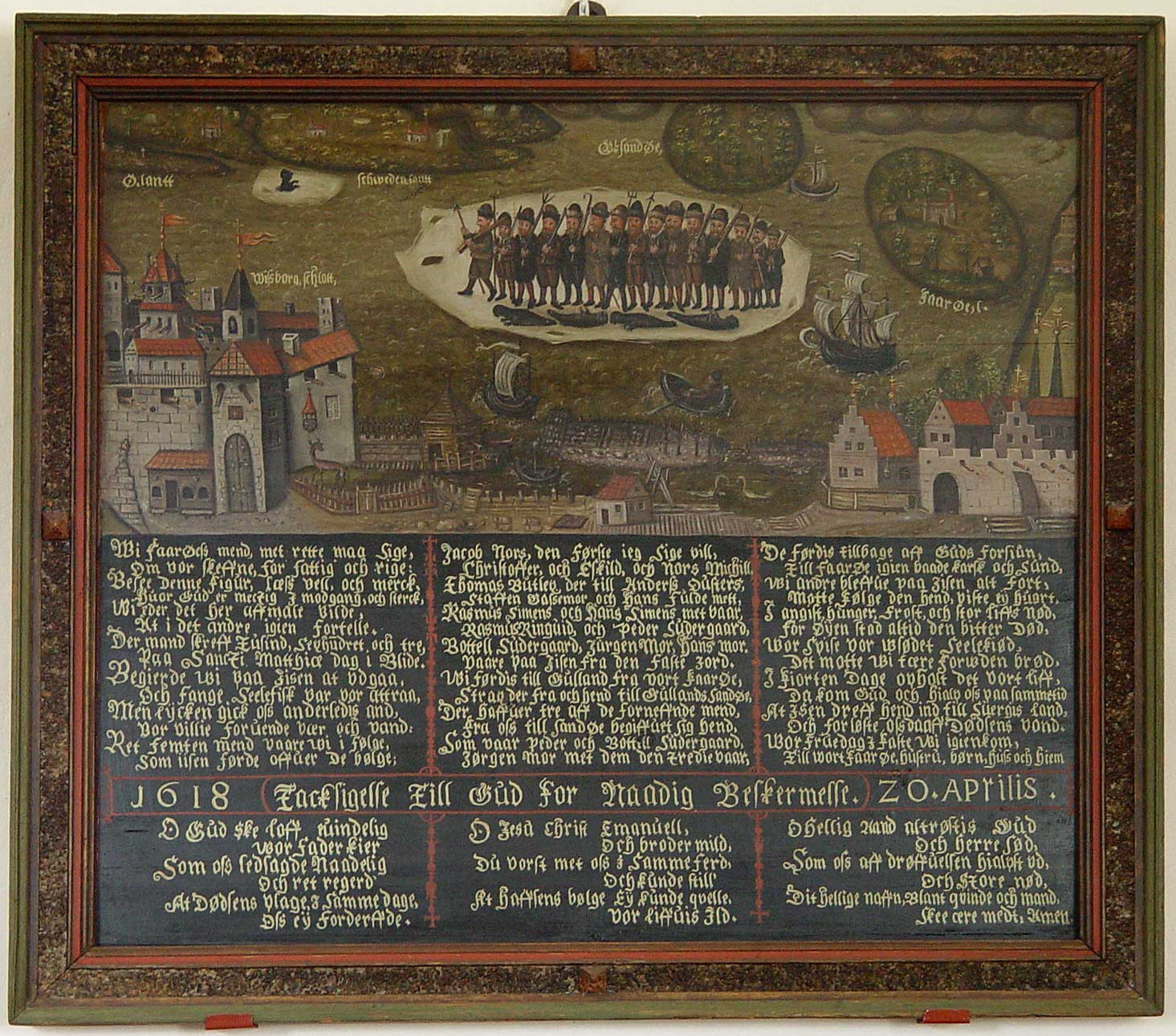
Käutatavlan från 1618.
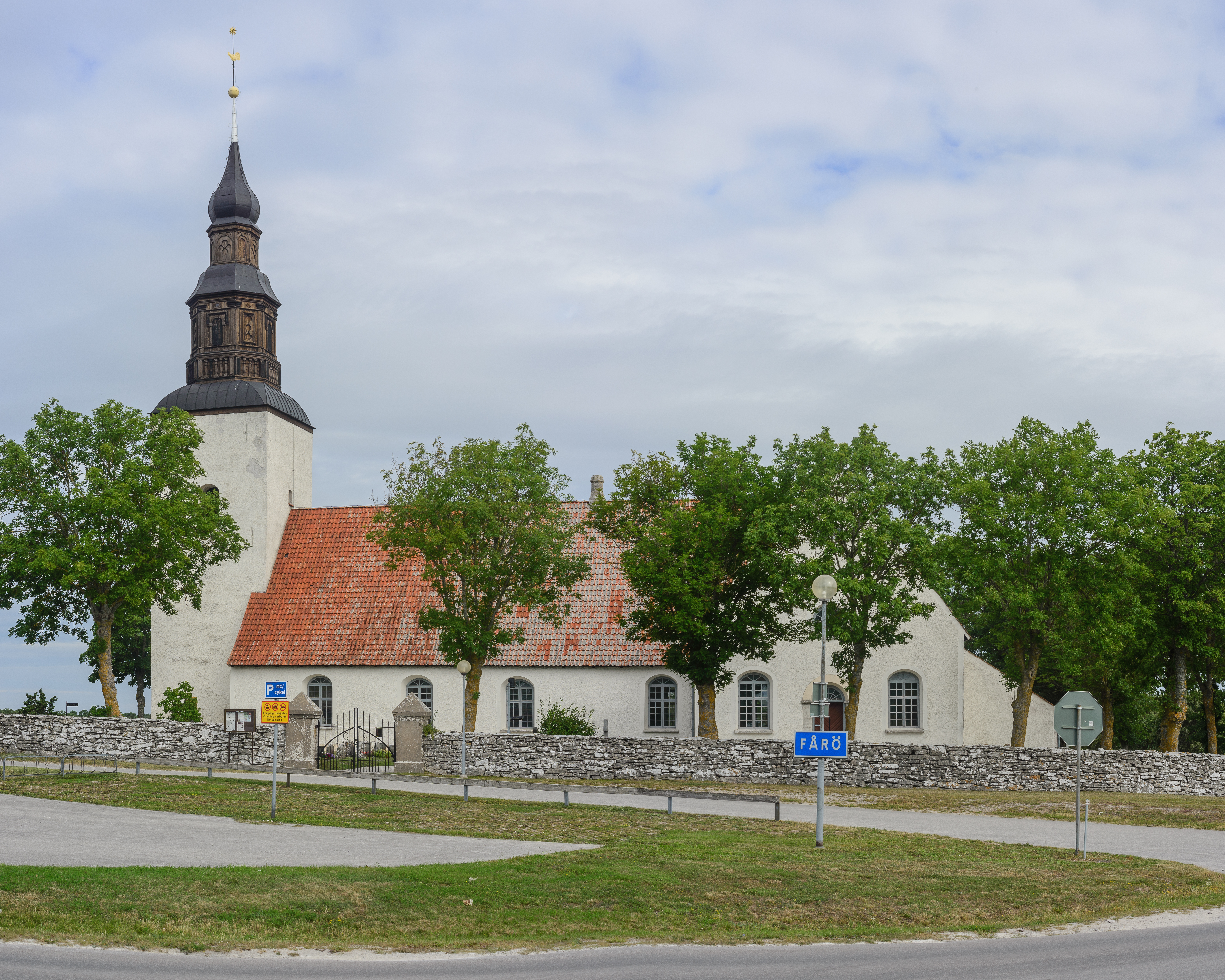
Kyrkan sedd från söder.

## Kända begravda personer
- Ingmar Bergman
- Anna-Maria Hagerfors
- Ingrid von Rosen